# Praeses
Il Praeses (plurale: Praesides. In italiano: Preside) era un funzionario del tardo Impero romano, investito del potere necessario per governare una provincia romana.
La parola latina «praeses», letteralmente «seduto davanti», indicava il capo o il patrono di una congregazione; a partire dal II secolo, iniziò ad essere usata per indicare i governatori provinciali, sostituendo il termine «procuratore». Con la riforma amministrativa operata dall'imperatore Diocleziano alla fine del III secolo, i praesides furono posti a capo dell'amministrazione civile delle nuove e più piccole province; questo rango fu riservato agli equites, impedendo di fatto ai senatori di governare le province.
Nel VI secolo, Giustiniano I ribaltò di fatto la riforma dioclezianea, concentrando nelle mani del governatore provinciale l'amministrazione civile e quella militare; i praesides investiti di autorità militare furono allora elevati all'antico rango di pretori.
Secondo la Notitia dignitatum, un documento della fine del IV-inizio del V secolo, i praesides erano i seguenti:
- 31 praesides nell'Impero romano d'Occidente:
  - 4 nella Diocesi dell'Illirico: Dalmatia, Noricum mediterraneum, Noricum ripense, Pannonia prima;
  - 7 nella Diocesi dell'Italia annonaria: Alpes Cottiae, Raetia prima, Raetia secunda, Samnium, Valeria, Sardegna e Corsica;
  - 2 nella Diocesi d'Africa: Mauretania Sitifensis e Tripolitania;
  - 4 nella Diocesi di Spagna: Tarraconense, Cartaginense, Mauretania Tingitana e Baleari;
  - 11 nella Diocesi di Gallia: Alpes Maritimae, Alpes Poeninae et Graiae, Maxima Sequanorum, Aquitanica prima, Aquitanica secunda, Novempopulana, Narbonensis prima, Narbonensis secunda, Lugdunensis secunda, Lugdunensis tertia, Senonica;
  - 3 nella Diocesi di Britannia: Britannia Prima, Britannia Secunda, Flavia Caesariensis.

- 40 praesides nell'Impero romano d'Oriente:
  - 5 nella Diocesi d'Egitto: Libia superiore, Libia inferiore, Arcadia, Tebaide, Aegyptus;
  - 8 nella Diocesi d'Oriente: Cilicia II, Siria Salutare, Osroene, Mesopotamia, Fenicia Libanese, Palestina II, Palestina Salutare, Arabia;
  - 7 nella Diocesi d'Asia: Caria, Lycia, Lycaonia, Pisidia, Phrygia Pacatiana, Phrygia Salutaris, Insulae;
  - 8 nella Diocesi del Ponto: Galatia II Salutaris, Honorias, Cappadocia Prima, Cappadocia Secunda, Elenoponto, Ponto Polemoniaco, Armenia Prima, Armenia Secunda;
  - 4 nella Diocesi di Tracia: Haemimontus, Rodope, Moesia Secunda, Scythia Minor;
  - 4 nella Diocesi di Dacia: Moesia Prima, Praevalitana, Dardania, Dacia ripensis;
  - 4 nella Diocesi di Macedonia: Macedonia II Salutaris, Thessalia, Epirus vetus, Epirus nova;